# Lesothosaurus
Lesothosaurus là một chi khủng long, được Galton mô tả khoa học năm 1978.